# Mikhail Pavlovich Shishkin
Mikhail Pavlovich Shishkin (tiếng Nga: Михаил Павлович Шишкин, sanh ngày 18 tháng 1 năm 1961) là một nhà văn người Nga. Ông được xem là một trong những văn sĩ Nga viết hay nhất hiện tại.

## Tiểu sử
Mikhail Shishkin sinh năm 1961 tại Moskva.
Shishkin học tiếng Anh và tiếng Đức tại đại học Sư phạm Moskva. Sau khi tốt nghiệp ông đã từng làm việc như là người quét đường, sửa xây đường sá, phóng viên, thầy giáo, và dịch giả. Ông bắt đầu viết văn vào năm 1993, năm mà truyện ngắn "Calligraphy Lesson" của ông được phổ biến trên tạp chí Znamya. Từ năm 1995 ông sống ở Zurich, Thụy Sĩ. Trung bình ông viết một quyển sách mỗi 5 năm.

## Nhận xét vềChiến tranh Putin
| “ | Wladimir Putin đang nhân danh dân tộc tôi, đất nước tôi và nhân danh tôi, gây ra những tội ác tày trời. Putin không phải là nước Nga. Nước Nga bị tổn thương và nhục nhã. Nhân danh nước Nga của tôi và dân tộc tôi, tôi khẩn cầu xin người dân Ukraine xá tội. Nhưng tôi biết không có gì đang xảy ra ở nước họ có thể được tha thứ. | ” |